# 수릉 (순덕왕후)
수릉(綏陵)은 고려 제16대 예종의 제2비인 순덕왕후 이씨의 능이다. 현재 위치는 알 수 없다.